# Ephyrodes repandens
Ephyrodes repandens är en fjärilsart som beskrevs av William Schaus 1911. Ephyrodes repandens ingår i släktet Ephyrodes och familjen nattflyn. Inga underarter finns listade i Catalogue of Life.